# مسرح دروري لين
المسرح الملكي دروري لين المعروف بـ مسرح دروري لين هي من مسارح الوست اند، تقع ما بين كاثرين ستريت ودروري لين، في منطقة كوفنت غاردن بلندن.
يعتبر أقدم مسرح في العالم مازال يقدم عروضا، فقد كان هناك مسرح في نفس الموقع منذ عام 1663 م، والمبنى القائم هو الرابع وقد افتتح عام 1812 م.
قدم كاظم الساهر حفلا فنيا في المسرح يوم 15 أيار 2016 م، وسط حضور كبير من الجالية العربية.